# Beniarbeig
Beniarbeig – gmina w Hiszpanii, w prowincji Alicante, we wspólnocie autonomicznej Walencja, o powierzchni 7,4 km². W 2011 roku liczyła 1902 mieszkańców.
Beniarbeig znajduje się pomiędzy doliną Rectory i Marquesado de Denia, u podnóża Sierra de Segaría i przecina ją rzeka Girona, która dzieli miasto na dwie części.